# ليتلتون (مين)
ليتلتون (بالإنجليزية: Littleton, Maine)‏ هي بلدة أمريكية تقع في الولايات المتحدة في مقاطعة أروستوك (مين). يقدر عدد سكانها بـ 1,068 نسمة ومساحتها 99.84 كم2 وترتفع عن سطح البحر 144 متر.

## التركيبة السكانية
قام مكتب تعداد الولايات المتحدة بتحديد بيانات التركيبة السكانية لليتلتون في تعداد الولايات المتحدة. في ما يلي، التركيبة السكانية حسب تعدادي 2000 و2010.

### تعداد عام 2000
بلغ عدد سكان ليتلتون 955 نسمة بحسب تعداد عام 2000، وبلغ عدد الأسر 371 أسرة وعدد العائلات 273 عائلة مقيمة في البلدة. في حين سجلت الكثافة السكانية 24.9 نسمة لكل ميل مربع (9.6/كم2). وبلغ عدد الوحدات السكنية 447 وحدة بمتوسط كثافة قدره 11.6 نسمة لكل ميل مربع (4.5/كم2).
وتوزع التركيب العرقي للبلدة بنسبة 97.49% من البيض و 1.47% من الأمريكيين الأصليين و 0.31% من الأمريكيين ذوي الأصول الآسيوية و 0.10% من سكان جزر المحيط الهادئ و 0.10% من الأمريكيين الأفارقة و 0.52% من عرقين مختلطين أو أكثر.
بلغ عدد الأسر 371 أسرة كانت نسبة 32.1% منها لديها أطفال تحت سن الثامنة عشر تعيش معهم، وبلغت نسبة الأزواج القاطنين مع بعضهم البعض 65.2% من أصل المجموع الكلي للأسر، ونسبة 4.3% من الأسر كان لديها معيلات من الإناث دون وجود شريك، وكانت نسبة 26.4% من غير العائلات. تألفت نسبة 20.8% من أصل جميع الأسر من أفراد ونسبة 10.2% كانوا يعيش معهم شخص وحيد يبلغ من العمر 65 عاماً فما فوق. وبلغ متوسط حجم الأسرة المعيشية 2.93، أما متوسط حجم العائلات فبلغ 2.57.
بلغ العمر الوسطي للسكان 40 عاماً. وكانت نسبة 23.6% من القاطنين تحت سن الثامنة عشر، وكانت نسبة 8.0% بين الثامنة عشر والأربعة وعشرون عاماً، ونسبة 25.0% كانت واقعةً في الفئة العمرية ما بين الخامسة والعشرون حتى والأربعة وأربعون عاماً، ونسبة 27.4% كانت ما بين الخامسة والأربعون حتى الرابعة والستون، ونسبة 16.0% كانت ضمن فئة الخامسة والستون عاماً فما فوق. يوجد لكل 100 أنثى 99.0 ذكر، ويوجد لكل 100 أنثى في الثامنة عشر من عمرها فما فوق 99.5 ذكر.
بلغ متوسط دخل الأسرة في البلدة 31,172 دولار، أما متوسط دخل العائلة فبلغ 35,759 دولار. وكان متوسط دخل الذكور 24,167 دولار مقابل 20,000 دولار للإناث. وسجل دخل الفرد الخاص بالبلدة 13,579 دولار. وكانت نسبة 7.9% من العائلات ونسبة 13.2% من السكان تحت خط الفقر، وكان من هؤلاء نسبة 11.6% تحت سن الثامنة عشر ونسبة 25.0% في الخامسة والستين من العمر وما فوق.

### تعداد عام 2010
بلغ عدد سكان ليتلتون 1,068 نسمة بحسب تعداد عام 2010، وبلغ عدد الأسر 420 أسرة وعدد العائلات 290 عائلة مقيمة في البلدة. في حين سجلت الكثافة السكانية 27.8 نسمة لكل ميل مربع (10.7/كم2). وبلغ عدد الوحدات السكنية 469 وحدة بمتوسط كثافة قدره 12.2 لكل ميل مربع (4.7/كم2).
وتوزع التركيب العرقي للبلدة بنسبة 91.7% من البيض و 6.6% من الأمريكيين الأصليين و 0.3% من الأمريكيين الأفارقة و 1.3% من عرقين مختلطين أو أكثر.
بلغ عدد الأسر 420 أسرة كانت نسبة 33.1% منها لديها أطفال تحت سن الثامنة عشر تعيش معهم، وبلغت نسبة الأزواج القاطنين مع بعضهم البعض 54.8% من أصل المجموع الكلي للأسر، ونسبة 8.3% من الأسر كان لديها معيلات من الإناث دون وجود شريك، بينما كانت نسبة 6.0% من الأسر لديها معيلون من الذكور دون وجود شريكة وكانت نسبة 31.0% من غير العائلات. تألفت نسبة 25.5% من أصل جميع الأسر من أفراد ونسبة 11.9% كانوا يعيش معهم شخص وحيد يبلغ من العمر 65 عاماً فما فوق. وبلغ متوسط حجم الأسرة المعيشية 3.01، أما متوسط حجم العائلات فبلغ 2.54.
بلغ العمر الوسطي للسكان 40.8 عاماً. وكانت نسبة 25.4% من القاطنين تحت سن الثامنة عشر، وكانت نسبة 6.4% بين الثامنة عشر والأربعة وعشرون عاماً، ونسبة 23.2% كانت واقعةً في الفئة العمرية ما بين الخامسة والعشرون حتى والأربعة وأربعون عاماً، ونسبة 29.4% كانت ما بين الخامسة والأربعون حتى الرابعة والستون، ونسبة 15.7% كانت ضمن فئة الخامسة والستون عاماً فما فوق. وتوزع التركيب الجنسي للسكان بنسبة 52.1% ذكور و47.9% إناث.